# Sydetiopiska folkens demokratiska rörelse
Sydetiopiska folkens demokratiska rörelse (amhariska: ደቡብ ኢትዮጵያ ህዝቦች ዴሞክራሲያዊ ንቅናቄ, engelsk förkortning SEPDM, Southern Ethiopian Peoples' Democratic Movement), är ett etiopiskt politiskt parti, baserat i De södra nationernas, nationaliteternas och folkens region. Partiet är representerat i representanthuset och ingår i Etiopiens styrande koalition Etiopiska folkets revolutionära demokratiska front (EPRDF). Partiledare sedan 2018 är Mufuriat Kami.